# Франковський Владислав Андрійович
Владислав Андрійович Франковський (нар.1819, Мозирський повіт, нині Білорусь — пом.31 березня (12 квітня) 1895, Харків) — лікар і філантроп. Почесний громадянин міста Харкова, один із засновників Харківського медичного товариства.

## Біографія
Народився у Мозирському повіті Мінської губернії в 1819 р. у дворянській родині. У ранньому дитинстві втратив батьків і виріс серед чужих людей, що обумовило його глибоке співчуття до страждань ближніх. Вступив до Віленської медико-хірургічної академії, з другого курсу перейшов казеннокоштним студентом до Харківського університету, медичний факультет якого (нині Харківський національний медичний університет) закінчив у 1840 р.
Протягом 5 років працював ординатором терапевтичної клініки. У 1845 р. був призначений лікарем студентів і ветеринарних вихованців, де не лише працював безкоштовно, але й щорічно жертвував по 60 карбованців на ліки для малозабезпечених студентів У 1848–1858 рр. був акушером Лікарської управи. В його особистій амбулаторії було зареєстровано понад 200 000 хворих, яким він безкоштовно допомагав й роздавав ліки. До відкриття лікарні Медичного товариства в Харкові його амбулаторія була єдиним місцем, де приймали бідних і куди вони йшли з довірою.
У роки народного лиха В. А. Франковський перебував у місцях найбільших злиднів. У 1847–1848 рр., під час епідемії холери, він завідував великою холерною лікарнею. Під час Кримської війни (1854–1855 рр.) безкоштовно працював у військових шпиталях Харкова й забезпечував хворих ліками, які не належали до офіційного каталогу, але були необхідні для лікування. Під час російсько-турецької війни (1877–1878 рр.) безкоштовно допомагав пораненим і хворим, за що його нагородили спеціальною відзнакою Червоного Хреста. У 1861 р. В. А. Франковський був одним із засновників й брав найактивнішу участь у діяльності Харківського медичного товариства, почесним членом якого його обрали в 1886 р.; був ініціатором створення дитячої лікарні, а коли в 1879 р. вона була відкрита, став головою ради лікарні.
В. А. Франковського обирано членом міської думи, членом міської санітарної ради, понад 40 років (з 1843 р.) він працював у Харківському благодійному товаристві тощо.
За великі заслуги перед населенням міста В. А. Франковського обрано Почесним громадянином Харкова.
15 вересня 1894 року Міська дума присвоїла Бахметьєвському провулку, де В. Франковський жив, і частині Рижівської набережної ім'я В. Франковського, ще за його життя. Таким чином, на мапі Харкова сьогодні є вулиця Франківська.
Після його смерті 31 березня (12 квітня) 1895 р. Медичне товариство організувало збирання пожертвувань і збудувало притулок імені Франковського для невиліковних хворих. Через фінансові труднощі налагодити його роботу не вдалося.

## Вшанування пам'яті
16 травня 2018 року на будинку Харківського медичного товариства (вулиця Максиміліанівська, 11)  встановлено меморіальну дошку на честь В. А. Франковського.